# Sacri Cuori di Gesù e Maria (församling)
Sacri Cuori di Gesù e Maria är en församling i Roms stift, belägen i Quartiere Trieste och helgad åt Jesu och Jungfru Marie heliga hjärtan, det vill säga Jesu heliga hjärta och Jungfru Marie obefläckade hjärta. Församlingen upprättades den 13 juli 1950 genom dekretet ”Universo gregi” av kardinalvikarie Francesco Marchetti Selvaggiani.
Till församlingen Sacri Cuori di Gesù e Maria hör följande kyrkobyggnader och kapell:
- Sacri Cuori di Gesù e Maria, Via Magliano Sabina / Via Monte delle Gioie
- Cappella della Casa di Cura Villa Mafalda, Via Monte delle Gioie 5

## Institutioner inom församlingen
- Formatori Missionari Multisetting Kairos, Via Monte delle Gioie 34
- Comunità alloggio delle Suore oblate di Sant'Antonio di Padova, Via Ostriana 25
- Casa di cura privata Villa Mafalda, Via Monte delle Gioie 5
- Scuola elementare San Francesco, Via Poggio Moiano 8
- Casa di procura delle Suore francescane della Misericordia, Via Poggio Moiano 8
- Casa delle Suore oblate di Sant'Antonio di Padova, Via Ostriana 25